# Drenak
Drenak (maced. Дренак) – wieś w północno-wschodniej Macedonii Północnej, w gminie Kriwa Pałanka.